# Руденко Юрій
Руденко Юрій Гаврилович (* 12 серпня 1899, Окниця, Хотинський повіт, Бессарабія — † ?) — український інженер, один із засновників Організації Українських Націоналістів.

## Життєпис

Провідні члени Легії Українських Націоналістів. Сидять зліва направо: Микола Сціборський, Микола Тобілевич, Теофіл Пасічник-Тарнавський, Леонід Костарів, Максим Загривний. Стоять зліва направо: Юрій Руденко, Юрій Артюшенко, Дмитро Пасічник, Роман Минів, Дмитро Демчук, Олександр Чехівський, Костянтин Дударів, Ярослав Герасимович

Перший Конґрес Українських Націоналістів у Відні, 1929 рік. Сидять зліва направо 1 ряд: Юліан Вассиян, Дмитро Андрієвський, Микола Капустянський, Євген Коновалець, Микола Сціборський, Яків Моралевич, Володимир Мартинець, Микола Вікул. Стоять зліва направо 2 ряд: Іван Малько, Осип Бойдуник, Максим Загривний, Євген Зиблікевич, Петро Кожевників, Дмитро Демчук, Леонід Костарів, Олесь Бабій, Ріко Ярий, Михайло Антоненко, Зенон Пеленський. Стоять зліва направо 3 ряд : Юрій Руденко, Ярослав Барановський, Степан Охримович, Степан Ленкавський, Андрій Федина, Ярослав Герасимович, Теофіл Пасічник-Тарнавський, Олександр Згорлякевич

Народився 12 серпня 1899 у місті Окниця (тоді Хотинський повіт, Бессарабія) в сім’ї Гаврила Касіяновича Руденка. Навчався у Вінницькій та Могилів-Подільській чоловічих гімназіях. 10 травня 1917 року закінчив Могилів-Подільську комерційну школу. Продовжив навчання на економічному відділі Київського комерційного інституту (до 12.1919 р.). 
Із 3-го курсу пішов до Армії УНР 24 травня 1920 року, був свідком зайняття Києва польськими та українськими військами. Закінчив Спільну юнацьку школу (27.07.1920-28.07.1921 р.). Інтернований у таборі Стшалково (21.11.1920 р.). Хворів на сухоти. 
У 1920-х роках мешкав у Чехії, був членом Леґії Українських Націоналістів (ЛУН). Закінчив економічний відділ економічно-кооперативного факультетуту УГА в Подєбрадах (1923-26.05.1928 р.). Дипломну роботу «Зовнішня торгівля та торговельна політика ЧСР» захистив «з успіхом добрим» (31.03.1928 р.). 
17-18 березня 1928 — на надзвичайному Делеґатському З'їзді ЛУН у Подєбрадах ввійшов до складу Генеральної Ради ЛУН як генеральний секретар (генеральний писар).
У 1928 році написав статтю «Справа економічного відродження України», у якій, зокрема, зазначив: 
| Економічні можливості на українських землях дають нам надію, що при сприятливих умовах національно-державної незалежності розвинуться всі галузі українського народно-господарського життя… Ми хочемо крім самої методи розв'язання економічної проблеми, вказати на деякі моменти, що на них мусить бути звернена наша увага при відбудові економічного життя України[4]. |
1929 — учасник І Конгресу українських націоналістів (Відень).